# Łowkowice (powiat krapkowicki)
Łowkowice (dodatkowa nazwa w j. niem. Lobkowitz) – wieś w Polsce położona w województwie opolskim, w powiecie krapkowickim, w gminie Strzeleczki. Historycznie leży na Górnym Śląsku, na ziemi prudnickiej.
W latach 1945–1954 miejscowość należała do gminy Kórnica w powiecie prudnickim. W latach 1975–1998 miejscowość należała administracyjnie do ówczesnego województwa opolskiego.

## Nazwa
Według niemieckiego językoznawcy Heinricha Adamy’ego nazwa pochodzi od staropolskiej nazwy polowania – "łowiectwa". W swoim dziele o nazwach miejscowych na Śląsku wydanym w 1888 roku we Wrocławiu wymienia jako najwcześniej zanotowaną nazwę miejscowości Lowkowice podając jej znaczenie "Jagerdorf" czyli po polsku "Wieś łowczych lub łowiectwa". Pierwotna nazwa została później przez Niemców zgermanizowana na Lobkowitz i utraciła swoje znaczenie.
Wieś wymieniona została w staropolskiej, zlatynizowanej formie Loncovici w łacińskim dokumencie wydanym w 1245 roku w Raciborzu przez kancelarię księcia opolskiego Mieszka. Topograficzny opis Górnego Śląska z 1865 roku notuje wieś pod niemiecką nazwą Lobkowitz, a także wymienia polską nazwę Lowkowice we fragmencie: "Lobkowitz (1534 Lowkowitz, polnisch Lowkowice)".
W r. 1936, w miejsce zgermanizowanej nazwy nazistowska administracja III Rzeszy wprowadziła nową całkowicie niemiecką nazwę Jägershausen, która nawiązywała do wcześniejszego znaczenia. 15 marca 1947 r. nadano miejscowości, wówczas administracyjnie należącej do powiatu prudnickiego, polską nazwę Łowkowice.
W gwarach prudnickich nazwa miejscowości występuje jako Łowkowicy.

## Historia

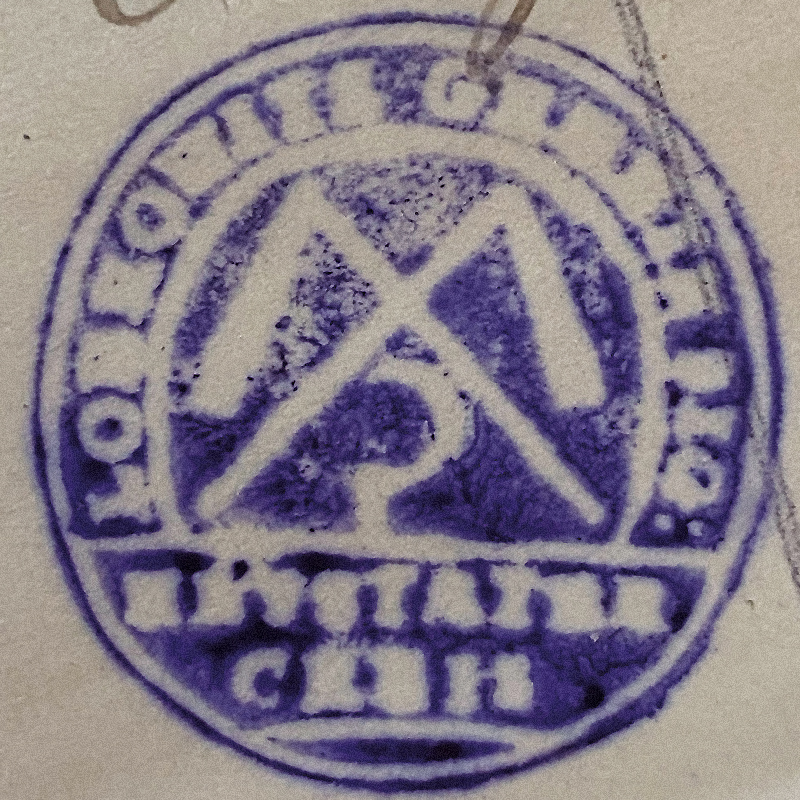
Pieczęć Łowkowic (1902)

O Łowkowicach wzmiankuje się już w 1218 r. W 1245 r. książę Władysław I przekazuje wieś zakonowi cystersów w Kazimierzu. W 1595 r. miejscowość należy do rodu von Oppersdorffów. W XVI założono staw w Łowkowicach na gruntach wykupionych od chłopów. Na pewno w 1652 r. wioska należy do parafii w Komornikach. W XVII w. sołtys Łowkowic zarządza także wsią Komorniki.

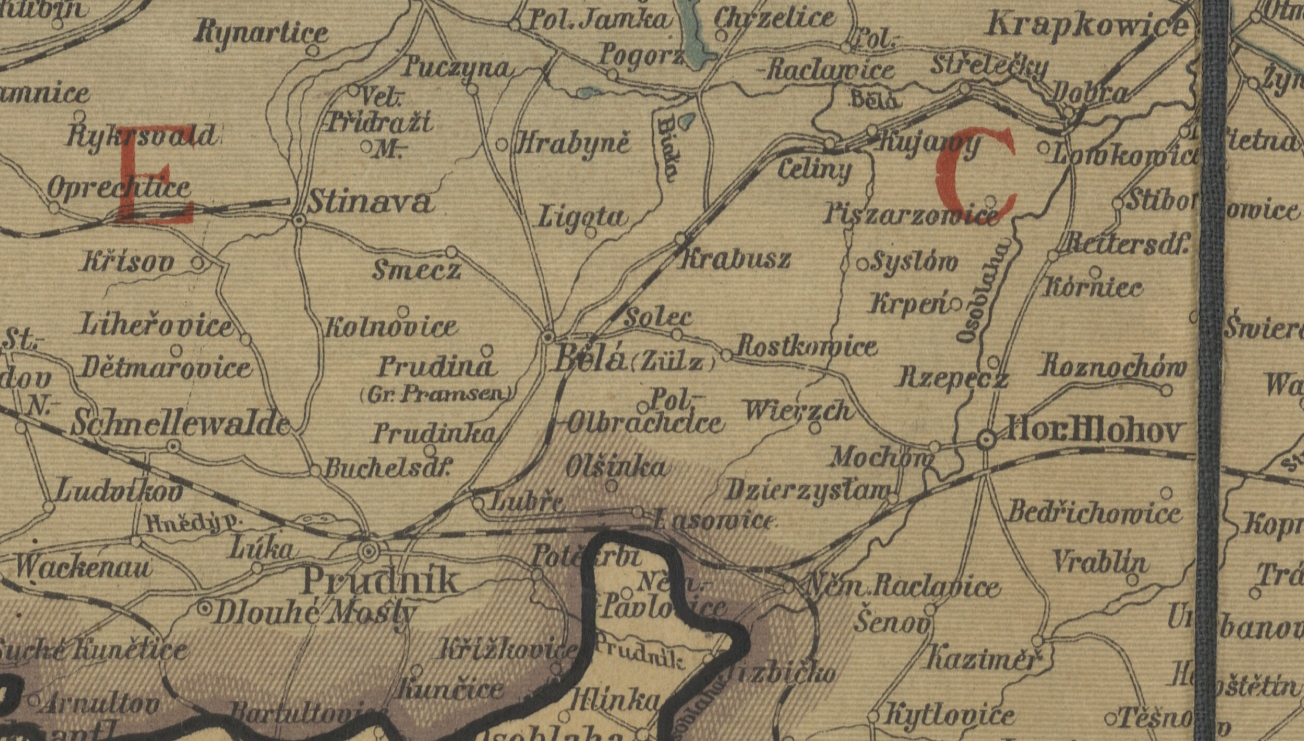
Łowkowice (Lowkowice) wśród miejscowości ziemi prudnickiej na czeskiej mapie z 1922

Do 1742 wieś należała do powiatu sądowego głogóweckiego w Monarchii Habsburgów. Po I wojnie śląskiej znalazła się w granicach Królestwa Prus i weszła w skład powiatu prudnickiego w prowincji Śląsk. W 1830 istniał w miejscowości folwark. Na początku września 1831 miejscowość ucierpiała w wyniku powodzi. W październiku tego samego roku na ziemi prudnickiej rozpoczęła się epidemia cholery. Od października do listopada 1831 pochłonęła ona 3 mieszkańców Łowkowic. Od 1868 do 1936 w Łowkowicach funkcjonował wiatrak holenderski. W latach 90. XX wieku został zamieniony w kawiarnię. Wieś posiadała swoją własną pieczęć, która przedstawiała w polu dwa skrzyżowane cepy, pod nimi sierp w słup, a w otoku napis: LOBKOWITZ GEMEIN SIG: / NEYSTAETER CREIS (pol. Gmina Łowkowice / Powiat Prudnicki). Według spisu ludności z 1 grudnia 1910, na 693 mieszkańców Łowkowic 13 posługiwało się językiem niemieckim, 671 językiem polskim, a 9 było dwujęzycznych. W wyborach parlamentarnych w Republice Weimarskiej w 1919 najwięcej głosów w Łowkowicach zdobyli chrześcijańscy demokraci.
W 1921 w zasięgu plebiscytu na Górnym Śląsku znalazła się tylko część powiatu prudnickiego. Łowkowice znalazły się po stronie wschodniej, w obszarze objętym plebiscytem. W 1926 w Łowkowicach powstał pomnik upamiętniający mieszkańców wsi, którzy zginęli podczas I wojny światowej (rozbudowany w 1992 o tablice z nazwiskami poległych w II wojnie światowej).
Po II wojnie światowej, od marca do maja 1945 powiat prudnicki znajdował się pod kontrolą radzieckiej komendantury wojskowej. 11 maja 1945 polska administracja przejęła władzę cywilną w powiecie prudnickim. Mieszkańcom Łowkowic, posługującym się dialektem śląskim bądź znającym język polski, pozwolono pozostać we wsi po otrzymaniu polskiego obywatelstwa.
Do 1956 roku Łowkowice należały do powiatu prudnickiego. W związku z reformą administracyjną, w 1956 Łowkowice zostały odłączone od powiatu prudnickiego i przyłączone do nowo utworzonego krapkowickiego.
W 1946 młodzież z Kórnicy, Komornik i Łowkowic została wywieziona na żniwa do gospodarstwa Lipno w Prudniku. W sierpniu 1953 polskie służby prowadziły obserwację Łowkowic związaną z przebywaniem we wsi działającego w Prudniku szpiega Organisation Gehlen Henryka Koja.
Wieś została skanalizowana w 2017. W 2020 w Łowkowicach zbudowano gminny Punkt Selektywnej Zbiórki Odpadów Komunalnych. Wieś ucierpiała podczas powodzi we wrześniu 2024. Doszło do uszkodzenia miejscowej remizy ochotniczej straży pożarnej.

## Instytucje
We wsi działa OSP, LZS i restauracja.

## Liczba mieszkańców wsi

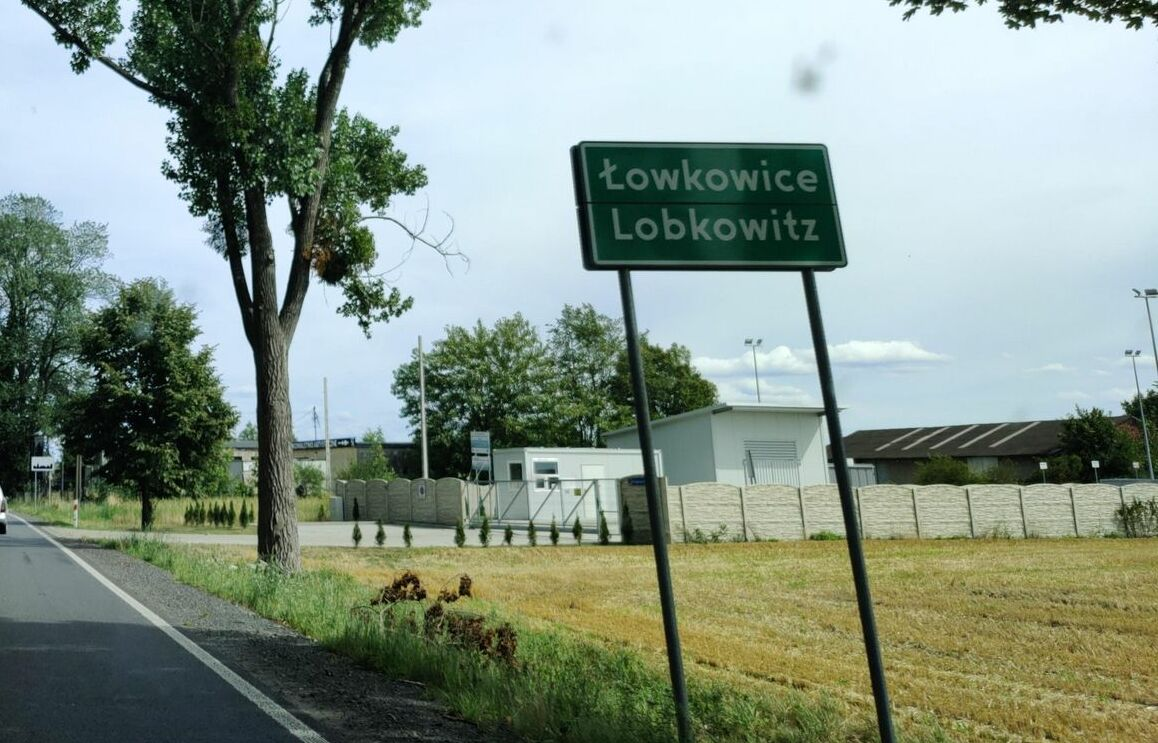
Tablica z podwójną nazwą przed wjazdem do Łowkowic od strony Prudnika

- 1871 – 612[27]
- 1885 – 669[28]
- 1905 – 721[29]
- 1910 – 693[15]
- 1933 – 734[30]
- 1939 – 768[30]
- 1966 – 734[31]
- 1998 – 654[32]
- 2002 – 612[32]
- 2009 – 579[32]
- 2010 – 582[33]
- 2011 – 586[32]
- 2018 – 592
- 2019 – 585[34]

## Religia
Wieś przynależy do parafii rzymskokatolickiej w Komornikach. 

## Zabytki
Do wojewódzkiego rejestru zabytków wpisany jest:
- wiatrak holender, z 1868.

- Inne obiekty:
- Kapliczka z XIX w.
- Drewniany krzyż przydrożny z rzeźbą Chrystusa Ukrzyżowanego i na dole z płaskorzeźbą Najświętszej Marii Panny[37]
- Miejsce huty z epoki żelaza
- 5 pomników przyrody.

## Transport

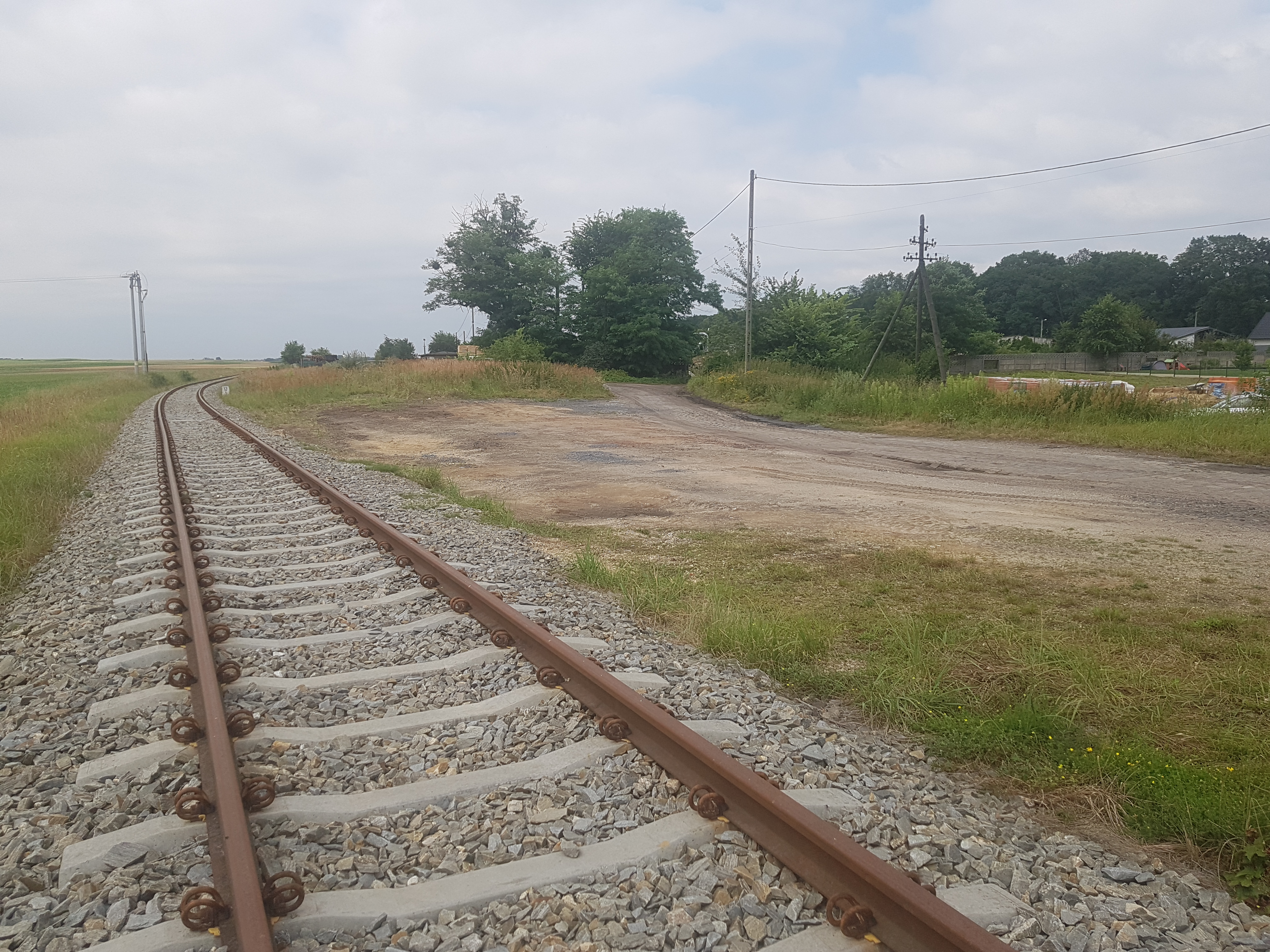
Dawny przystanek kolejowy w Łowkowicach

### Transport drogowy
Łowkowice posiadają połączenia autobusowe z Krapkowicami, Smolarnią.

### Transport kolejowy
Nieczynny przystanek kolejowy w Łowkowicach znajduje się przy ul. Krapkowickiej. Najbliższa czynna stacja kolejowa znajduje się w Gogolinie.
Lokalni przedsiębiorcy i właściciele majątków ziemskich zawiązali w 1895 spółkę Kolej Prudnicko-Gogolińska z siedzibą w Prudniku, której celem stała się budowa linii lokalnej z Prudnika do Gogolina. Linia kolejowa nr 306 relacji Prudnik – Goglin została oddana do użytku w 1896. Powódź w 1997 zniszczyła most na Odrze w Krapkowicach, uniemożliwiając dojazd do Gogolina. W 2005 ruch na linii 306 został zawieszony. Zmodernizowana do celów towarowych linia relacji Prudnik – Krapkowice została oddana do użytku w 2016.

## Pomniki i obiekty upamiętniające

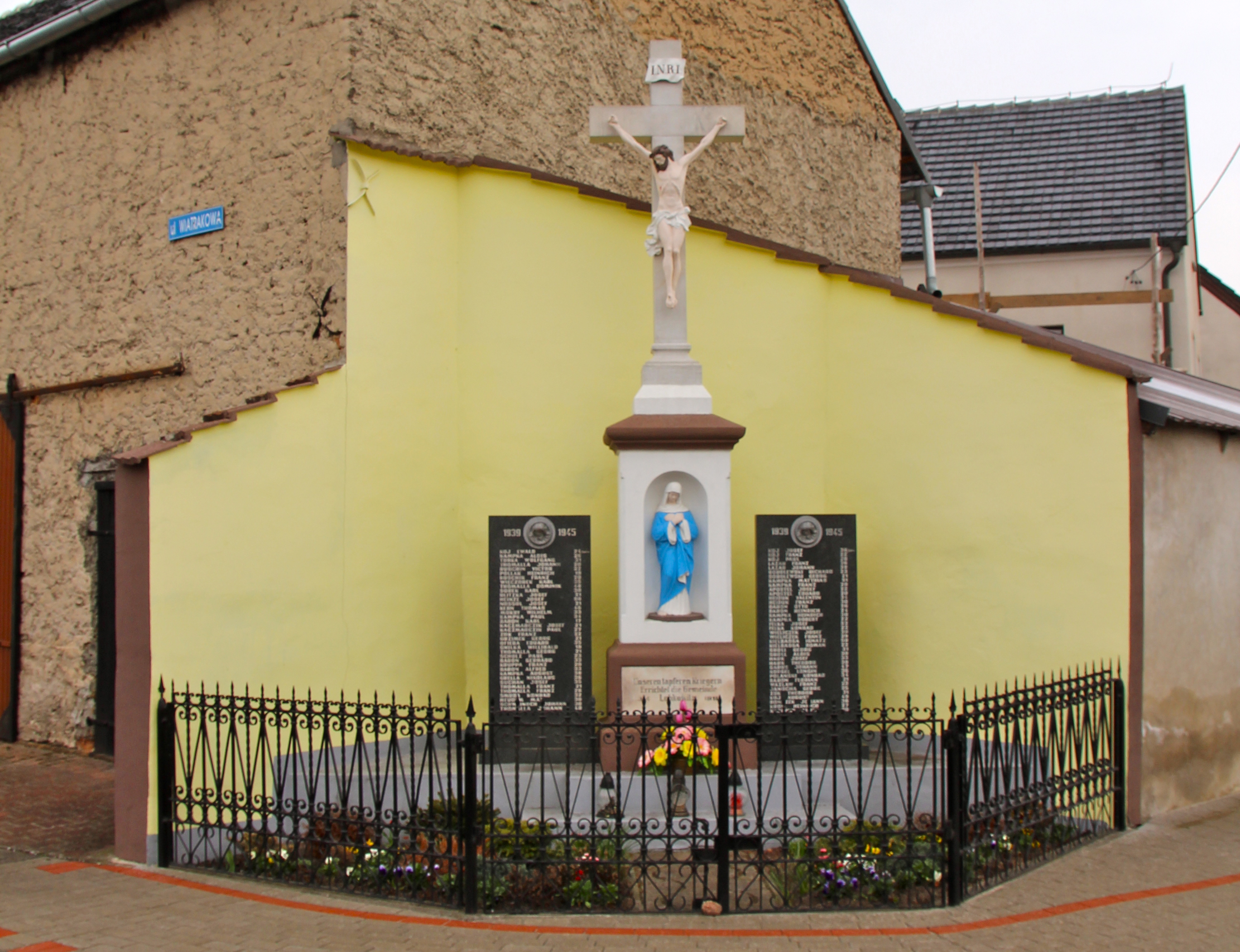
Pomnik poległych w I i II wojnie światowej

- Pomnik poległych w I i II wojnie światowej – pomnik w Łowkowicach powstały w 1926 jako upamiętnienie mieszkańców wsi, którzy polegli w I wojnie światowej. W 1992 dostawiono do niego dwie tablice z nazwiskami mężczyzn, którzy zginęli podczas II wojny światowej. Znajdują się na nich motywy głowy Jezusa Chrystusa, brak inskrypcji. Zgodnie z kryteriami w sprawie upamiętnień na obszarze RP żołnierzy niemieckich przyjętymi w uchwale Rady Ochrony Pamięci Walk i Męczeństwa w 1995, pomnik został uznany za prawidłowy[18].

## Turystyka
Oddział PTTK „Sudetów Wschodnich” w Prudniku ustanowił turystyczną Odznakę Krajoznawczą Ziemi Prudnickiej, którą zdobywa się poprzez zwiedzenie odpowiedniej liczby obiektów w miejscowościach położonych na ziemi prudnickiej, w tym w Łowkowicach.
12 lipca 2010, w ramach organizowanego w Prudniku VI Europejskiego Tygodnia Turystyki Rowerowej, w którym wzięli udział rowerzyści z całej Europy, przez Łowkowice prowadziła trasa „Szlakiem Pielgrzyma”.

### Szlaki rowerowe
Przez Łowkowice prowadzi szlak rowerowy:
- Trasa rowerowa PTTK nr 192-z: Komorniki – Łowkowice – Strzeleczki – Zbychowice

## Bezpieczeństwo

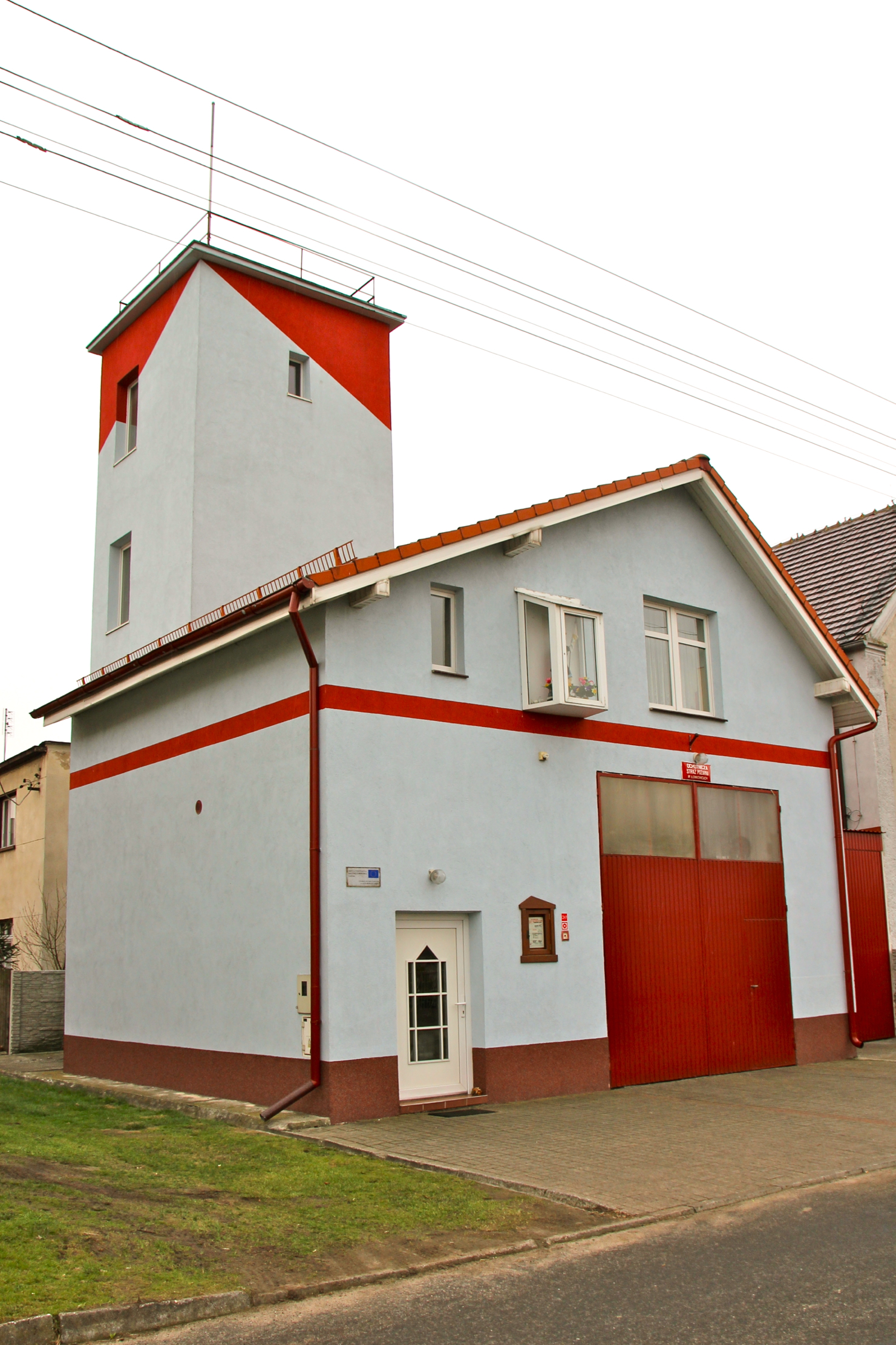
Remiza OSP Łowkowice

W zakresie ochrony przeciwpożarowej oraz innych miejscowych zagrożeń w Łowkowicach działa jednostka Ochotniczej Straży Pożarnej, zrzeszona w Związku Ochotniczych Straży Pożarnych RP w Strzeleczkach i włączona w krajowy system ratowniczo-gaśniczy. Do 1998 bezpieczeństwo pożarowe w Łowkowicach było nadzorowane przez Komendę Rejonową PSP w Prudniku.
Miejscowość jest pod opieką dzielnicowego rejonu służbowego nr 8 Komendy Powiatowej Policji w Krapkowicach.
Teren wsi, jak i całej gminy Strzeleczki, położony jest w strefie nadgranicznej w związku z czym Straż Graniczna dysponuje, na tym obszarze, specjalnymi kompetencjami w zakresie bezpieczeństwa. Gminę Strzeleczki obejmuje zasięgiem służbowym placówka Straży Granicznej w Opolu ze Śląskiego Oddziału SG.